# Холлабрунн-Шёнграбернское сражение (1809)
Холлабрунн-Шёнграбернское сражение 9 и 10 июля 1809 года в Нижней Австрии между французскими и австрийскими войсками представляло собой два арьергардных боя и произошло за несколько дней до Цнаймского перемирия.
После битвы при Ваграме побежденные австрийские войска отступили в южную Моравию. Имперская армия под командованием эрцгерцога Карла 9 июля заняла позиции позади Шёнграберна, а VI корпус Кленау в качестве арьергарда перед Холлабрунном. Для прикрытия отхода к Цнайму австрийский командующий приказал организовать временную оборону в районе Штоккерау и севернее Холлабрунна.
Наполеон потерял связь с отступающими австрийцами, которые могли отступить по одному из трех возможных путей. На поиски австрийцев было отправлено несколько колонн под командованием  маршала Андре Массены. 8 июля он захватил Штоккерау, а на следующее утро отправил пехотную дивизию генерала Клода Леграна, кавалерийскую бригаду генерала Жакоба Марюлаза и кирасиров дивизии генерала Сен-Сюльписа на север, к Холлабрунну, оставив две оставшиеся пехотные дивизии (Молитор и Буде) в Штоккерау.
Корпус под командованием фельдмаршал-лейтенанта Иоганна фон Кленау занимал сильную оборонительную позицию. Французы намеревались обойти правое крыло австрийской позиции через Фелабрунн. Первоначально Холлабрунн защищала пограничная пехота, венские добровольцы и силы ландвера. Эти небольшие силы не смогли помешать Леграну захватить город, но Кленау немедленно контратаковал. В течение дня город неоднократно переходил из рук в руки, когда Кленау бросил в бой еще шесть отрядов (около 17 000 человек), все при поддержке его артиллерии, размещенной на холмах к северу от города. Войска Кленау смогли сдержать наступающие французов благодаря преимуществу местности и массированному применению артиллерии до тех пор, пока не завершился отход обоза и артиллерийского парка. Бои продолжались до наступления темноты, и когда они закончились, ни одна из сторон не имела полного контроля над Холлабрунном. Массена был вынужден прекратить бой и ждать своих трех других пехотных дивизий. Обе стороны потеряли около 900 человек в боях.
Ночью корпус Кленау был сменен в качестве арьергарда свежим V корпусом фельдцейхмейстера Генриха XV Рейсс-Плауэна (около 10 000 человек). Рейсс занял сильную оборонительную позицию в Шёнграберне, в нескольких милях к северу от Холлабрунна. Затем бойцы Кленау отступили через новые австрийские позиции. 
В начале дня 10 июля егерский полк и два эскадрона гусар были размещены в Шёнграберне, а остальной корпус выстроился в две линии на двух гребнях, пересекавших дорогу. Французы были в меньшинстве, когда они завязали бой. Массена послал свою кавалерию генералов Пире и Марулаза и егерей вокруг западного края деревни, где они разгромили гусар и заставили австрийских егерей отступить. Примерно в это время характер боя изменился, потому что эрцгерцог Карл, атакованный Мармоном под Цнаймом, вызвал себе на подкрепление большую часть корпуса Рейсс-Плауэна. Рейсс оставил свой арьергард численностью около 3500 человек и начал марш на север.
Этот арьергард под командованием генерала Иоганна графа Клебельсберга состоял из одного егерского батальона, одного полка граничар, полка уланов, гусар и одной артиллерийской батареи. Теперь австрийцы были в меньшинстве, хотя и не с большим отрывом - у Леграна было от 4000 до 4500 человек, и его поддерживала кавалерия. Французам несколько раз удавалось обойти австрийцев с фланга с запада, но каждый раз, когда они это делали, Клебельсбергу удавалось отступить, сохранив порядок. К исходу дня австрийцы достигли Етцельсдорфа и обороняли сильную позицию на северном берегу реки Пулкау, протекающей с запада на восток через дорогу. С наступлением ночи преследование французов прекратилось. Той же ночью австрийцы отошли к Цнайму, где приняли участие во втором и последнем дне битвы. Задержка французов в Шёнграберне означала, что Массена смог прибыть на поле битвы при Цнайме только 11 июля.